# Taylorpholoe hirsuta
Taylorpholoe hirsuta är en ringmaskart som först beskrevs av Rullier och Amoureux 1979.  Taylorpholoe hirsuta ingår i släktet Taylorpholoe och familjen Pholoidae. Inga underarter finns listade i Catalogue of Life.